# Chlamydopsis contorta
Chlamydopsis contorta är en skalbaggsart som beskrevs av Michael S. Caterino 2003. Chlamydopsis contorta ingår i släktet Chlamydopsis och familjen stumpbaggar. Inga underarter finns listade i Catalogue of Life.